# Stenocyclina
Stenocyclina es un género de foraminífero bentónico de la familia Asterocyclinidae, de la superfamilia Nummulitoidea, del suborden Rotaliina y del orden Rotaliida. Su especie tipo es Orthophragmina advena. Su rango cronoestratigráfico abarca el Luteciense (Eoceno medio).

## Clasificación
Stenocyclina incluye a la siguiente especie:
- Stenocyclina advena †